# Pollenia pseudomelanurus
Pollenia pseudomelanurus este o specie de muște din genul Pollenia, familia Calliphoridae, descrisă de Feng în anul 2004. Conform Catalogue of Life specia Pollenia pseudomelanurus nu are subspecii cunoscute.